# Episodi di Another Period (prima stagione)
La prima stagione della serie televisiva Another Period, composta da 10 episodi, è stata trasmessa negli Stati Uniti su Comedy Central dal 23 giugno al 25 agosto 2015.
In Italia la stagione è inedita.
| n° | Titolo originale   | Titolo italiano | Prima TV USA   | Prima TV Italia |
| -- | ------------------ | --------------- | -------------- | --------------- |
| 1  | Pilot              |                 | 23 giugno 2015 |                 |
| 2  | Divorce            |                 | 30 giugno 2015 |                 |
| 3  | Funeral            |                 | 7 luglio 2015  |                 |
| 4  | Pageant            |                 | 14 luglio 2015 |                 |
| 5  | Senate             |                 | 21 luglio 2015 |                 |
| 6  | Lillian's Birthday |                 | 28 luglio 2015 |                 |
| 7  | Switcheroo Day     |                 | 4 agosto 2015  |                 |
| 8  | Dog Dinner Party   |                 | 11 agosto 2015 |                 |
| 9  | Reject's Beach     |                 | 18 agosto 2015 |                 |
| 10 | Modern Pigs        |                 | 25 agosto 2015 |                 |